# Острожанка (Лельчицкий район)
Острожанка (бел. Астражанка) — деревня в Лельчицком районе Гомельской области Беларуси. В составе Буйновичского сельсовета. До 1 декабря 2013 года являлась административным центром Острожанского сельсовета.

## География

### Расположение
В 37 километрах на северо-восток от Лельчиц, в 60 километрах от железнодорожной станции Мозырь (на линии Гомель — Лунинец), в 204 километрах от Гомеля.

## Транспортная сеть
Транспортные связи по просёлочной, затем автомобильной дороге Лельчицы — Мозырь. Планировка состоит из криволинейной улицы, ориентированной с юго-запада на северо-восток, к которой с востока и запада присоединяются 2 прямолинейные улицы. Застройка двусторонняя, преимущественно деревянная, усадебного типа.

## История
Согласно письменным источникам, известна с XVIII века как местечко (мелкое городское поселение) в Мозырском повете Минского воеводства Великого княжества Литовского, во владении Пинских иезуитов. После ликвидации ордена иезуитов в 1773 году перешло во владение казны. В том же 1773 году было передано в арендное владение (в составе имения Смядынь) епископу виленскому И. Масальскому. В 1774 году от И. Масальского Острожанка, в составе имения Смядынь, перешла в арендное владение к князю Михалу Иерониму Радзивиллу, мечнику ВКЛ.
В 1755 году в Острожанке имеется костел, Петриковского деканата.
С 1759 года — церковь парафийная, 620 прихожан.
В 1779 году построена Свято-Покровская деревянная униатская церковь.
После 2-го раздела Речи Посполитой (1793 год) в составе Российской империи в Скрыгаловском церковном приходе.
В 1866 году действовала церковь. C 1873 года во владении графа Тышкевича Иосифа.
В 1887 году построено новое деревянное здание церкви. Действовала церковно-приходская школа. Согласно переписи 1897 года, в селе действовали церковь, хлебозапасный магазин, трактир; рядом находилась усадьба. Кроме земледелия жители занимались бондарным промыслом.
В 1916 году начал действовать телеграф и почтовое отделение.
С 20 августа 1924 года — центр Острожанского сельсовета Лельчицкого, с 25 декабря 1962 года Мозырского, с 6 января 1965 года снова Лельчицкого районов Мозырского (с 26 июля 1930 года и с 21 июня 1935 года до 20 февраля 1938 года) округа, с 20 февраля 1938 года Полесской, с 8 января 1954 года Гомельской областей.
В 1929 году организован колхоз «Красная звезда», работали паровая мельница и кузница. Во время Великой Отечественной войны в ноябре 1942 года оккупанты сожгли 189 дворов и убили 71 жителя. В боях около деревни погибли 54 советских солдата (похоронены в братской могиле на кладбище). Освобождена 23 января 1944 года. частями Красной Армии и партизанами Лельчицкой партизанской бригады. На фронтах и в партизанской борьбе погибли 60 жителей, в память о них в 1975 году в центре деревни установлена скульптура солдата. Согласно переписи 1959 года центр колхоза «Мирный». Расположены лесничество, средняя школа, Дом культуры, библиотека, детский сад, больница, отделение связи.
До 1 декабря 2013 года в составе Острожанского сельсовета.

## Усадьба
В 1873 году в деревнях Острожанка и Осовец граф Тышкевич владел 45 780 десятинами земли, 4 трактирами, 6 мельницами.

## Население

### Численность
- 2004 год — 183 хозяйства, 433 жителя.

### Динамика
- 1795 год — 37 дворов.
- 1866 год — 40 дворов, 269 жителей.
- 1880 год — 46 дворов.
- 1885 год — 350 жителей.
- 1897 год — 81 двор, 459 жителей; усадьба 2 двора, 25 жителей (согласно переписи).
- 1908 год — 613 жителей.
- 1917 год — 722 жителя.
- 1921 год — 152 двора, 789 жителей.
- 1940 год — 190 дворов, 820 жителей.
- 1959 год — 1919 жителей (согласно переписи).
- 2004 год — 183 хозяйства, 433 жителя.

## Достопримечательность

### Утраченное наследие
- Свято-Покровская церковь

## Известные лица
- К. М. Домбровский — командир Лельчицкой партизанской бригады во время Великой Отечественной войны.
- М. А. Высоцкий — майор тех. службы в РККА с 1930 года, награждён орденом Красной звёзды, медалями «За боевые заслуги», «За отвагу».
- М. Ф. Копылович — белорусский писатель.